# Niphona longesignata
Niphona longesignata es una especie de escarabajo longicornio del género Niphona, tribu Pteropliini, familia Cerambycidae. Fue descrita científicamente por Pic en 1936.
Se distribuye por China, Laos y Vietnam. Mide 18-28 milímetros de longitud. El período de vuelo ocurre en los meses de febrero, marzo, abril, mayo, junio.